# Lisuny (gmina)
Lisuny – gmina wiejska istniejąca w latach 1922–1927 w Polsce, w województwie nowogródzkim, powiecie nieświeskim. Siedzibą gminy były Lisuny. Gmina powstała 4 marca 1922 z fragmentów gmin Teladowicze i Pociejki. Na jej obszarze zamieszkiwało w 1921 5819 osób (w tym 3440 narodowości polskiej i 2344 narodowości białoruskiej; 2432 rzymskich katolików i 3345 prawosławnych). Gminę zniesiono 1 października 1927 roku, a jej obszar włączono do gmin Howiezna i Łań.